# Cai Chusheng
Cai Chusheng (en chino, 蔡楚生; pinyin, Cài Chǔshēng) (12 de enero de 1906 - 15 de julio de 1968) fue un director de cine chino de la época anterior al comunismo.

## Biografía
Cai nació en Shanghái, de padres cantoneses, pero creció alejado de Cantón. Comenzó a trabajar a los 12 como aprendiz en un banco y después en una tienda de venta al por menor. Realizó pequeños trabajos en varios estudios pequeños durante los años 20, hasta que se unió finalmente a la compañía cinematográfica Mingxing como asistente del director. Sin embargo, su carrera no despegó hasta que no se unió a la Lianhua, que acababa de ser creada, en 1931. Sus primeras películas fueron Primavera en el sur y Sueño rosado, ambas de 1932, pero no fue hasta el éxito de Nuevas mujeres (新女性, 1934), protagonizada por Ruan Lingyu antes de suicidarse, que su talento fue reconocido. La obra de Cai entra dentro del género del cine social, centrándose en la lucha de clases. 
En 1934, su película Canción de los pescadores (Yú guāng qǔ, 1934) se convirtió en la primera película china en ganar un premio internacional en el Festival de cine de Moscú.
Durante la ocupación japonesa Cai se dirigió a Hong Kong donde rodó dos películas claramente nacionalistas El paraíso de las islas huérfanas (1939) y Bountless Future (1940). Después de la guerra, realizó El río de la primavera fluye hacia el este (Yī jiāng chūn shuǐ xiàng dōng liú, 1947), en colaboración con Zheng Junli. La película fue un gran éxito. Políticamente, Cai estaba implicado en las reuniones comunistas clandestinas, y en 1948 tuvo que escapar de nuevo a Hong Kong para escapar de la policía. Después de la revolución comunista, Cai trabajó principalmente en tareas administrativas para el gobierno de la República Popular China, aunque aún rodó otra producción: Olas en la orilla sur (1963). Fue perseguido durante la Revolución cultural en los años 60, y murió en 1968.

## Filmografía
- Primavera en el sur (南国之春  1932)
- Sueño rosado (粉红色的梦 1932)
- Amanecer sobre la metrópolis (都会的早晨, 1933)
- Canción de los pescadores (渔光曲, 1934)
- Nuevas mujeres (新女性, 1935)
- Corderos perdidos 	(迷途的羔羊, 1936)
- Gu dao tian tang (孤岛天堂, 1939)
- Qian cheng wan li (前程万里, 1940)
- El río de la primavera fluye hacia el este	(一江春水向东流上集, 1947)
- Olas en la orilla sur (南海潮, 1963)